# Erika Strasser
Erika Strasser, född 17 mars 1934, död 30 april 2019, var en friidrottare från Österrike. Hon deltog vid olympiska sommarspelen 1960 och olympiska sommarspelen 1968.